# Scottish FA Cup 1964/65
Der Scottish FA Cup wurde 1964/65 zum 80. Mal ausgespielt. Der wichtigste Fußball-Pokalwettbewerb im schottischen Vereinsfußball wurde vom Schottischen Fußballverband geleitet und ausgetragen. Er begann am 9. Januar 1965 und endete mit dem Finale am 24. April 1965 im Hampden Park von Glasgow. Als Titelverteidiger starteten die Glasgow Rangers in den Wettbewerb, die sich im Jahr zuvor gegen den FC Dundee durchgesetzt hatten. Im diesjährigen Endspiel um den Schottischen Pokal standen sich Celtic Glasgow und Dunfermline Athletic gegenüber. Celtic erreichte zum insgesamt 30. Mal das schottische Pokalfinale seit 1889. Die Pars aus Dunfermline erreichten zum zweiten Mal nach 1961 das Endspiel, das sie damals gegen Celtic gewannen. In diesem Jahr nahm Celtic Revanche und gewann das Endspiel mit 3:2. Es war für Celtic der erste Titel seit dem gewonnenen Ligapokalfinale 1957. Nachdem die Bhoys von 1925 bis 1962 alleiniger Rekordsieger des Wettbewerbs waren, hatten die Rangers den Erzrivalen 1964 überholt. Nach diesem Triumph waren beiden Vereine bei jeweils 18 Siegen. In der Saison 1964/65 wurde überraschend der FC Kilmarnock erstmals in der Vereinsgeschichte schottischer Meister. Dunfermline wurde Tabellendritter, Celtic enttäuschender achter. Im Finale des Ligapokals standen sich die Rangers und Celtic im Old Firm gegenüber. Die Rangers gewannen dieses mit 2:1. Als Pokalsieger nahm Celtic in der folgenden Saison am Wettbewerb des Europapokal der Pokalsieger teil und kam dabei bis in das Halbfinale. Dunfermline nahm am Messestädte-Pokal teil und erreichte das Viertelfinale, das gegen den späteren Sieger Real Saragossa verloren wurde.

## 1. Runde
Ausgetragen wurden die Begegnungen am 9. Januar 1965. Das Wiederholungsspiel fand am 13. Januar 1965 statt.
|                     | Ergebnis |                    |
| ------------------- | -------- | ------------------ |
| Berwick Rangers     | 2:2      | FC Stenhousemuir   |
| Brechin City        | 3:4      | Albion Rovers      |
| FC Coldstream       | 2:4      | FC Stranraer       |
| Hamilton Academical | 5:3      | Clachnacuddin F.C. |
| Peebles Rovers      | 1:4      | Stirling Albion    |

### Wiederholungsspiel
|                  | Ergebnis |                 |
| ---------------- | -------- | --------------- |
| FC Stenhousemuir | 1:0      | Berwick Rangers |

## 2. Runde
Ausgetragen wurden die Begegnungen zwischen dem 23. Januar und 6. Februar 1965. Die Wiederholungsspiele fanden zwischen dem 27. Januar und 4. Februar 1965 statt. 
|                         | Ergebnis |                 |
| ----------------------- | -------- | --------------- |
| FC Cowdenbeath          | 2:1      | Alloa Athletic  |
| Hamilton Academical     | 3:0      | FC Stranraer    |
| FC Inverness Caledonian | 2:1      | Raith Rovers    |
| FC Keith                | 1:1      | Ayr United      |
| FC Queen’s Park         | 0:0      | Albion Rovers   |
| FC Vale of Leithen      | 0:5      | Stirling Albion |
| University of Edinburgh | 1:4      | Forfar Athletic |
| FC Stenhousemuir        | 4:1      | Elgin City      |

### Wiederholungsspiele
|               | Ergebnis  |                 |
| ------------- | --------- | --------------- |
| Ayr United    | 4:2       | FC Keith        |
| Albion Rovers | 1:1 n. V. | FC Queen’s Park |

### 2. Wiederholungsspiel
|                 | Ergebnis |               |
| --------------- | -------- | ------------- |
| FC Queen’s Park | * 1:0 *  | Albion Rovers |

## 3. Runde
Ausgetragen wurden die Begegnungen am 6. und 13. Februar 1965. Die Wiederholungsspiele fanden am 10. Februar 1965 statt.
|                         | Ergebnis |                       |
| ----------------------- | -------- | --------------------- |
| FC Aberdeen             | 0:0      | FC East Fife          |
| Airdrieonians FC        | 7:3      | FC Montrose           |
| Ayr United              | 1:1      | Partick Thistle       |
| FC Clyde                | 0:4      | Greenock Morton       |
| FC Dumbarton            | 0:0      | FC Queen’s Park       |
| FC Falkirk              | 0:3      | Heart of Midlothian   |
| Forfar Athletic         | 0:3      | Dundee United         |
| Hibernian Edinburgh     | 1:1      | FC East Stirlingshire |
| FC Inverness Caledonian | 1:5      | Third Lanark          |
| FC Kilmarnock           | 5:0      | FC Cowdenbeath        |
| Queen of the South      | 0:2      | Dunfermline Athletic  |
| Glasgow Rangers         | 3:0      | Hamilton Academical   |
| FC St. Johnstone        | 1:0      | FC Dundee             |
| FC St. Mirren           | 0:3      | Celtic Glasgow        |
| Stirling Albion         | 2:1      | FC Arbroath           |
| FC Motherwell           | 3:2      | FC Stenhousemuir      |

### Wiederholungsspiele
|                       | Ergebnis |                     |
| --------------------- | -------- | ------------------- |
| FC East Fife          | 1:0      | FC Aberdeen         |
| FC East Stirlingshire | 0:2      | Hibernian Edinburgh |
| Partick Thistle       | 7:1      | Ayr United          |
| FC Queen’s Park       | 2:1      | FC Dumbarton        |

## Achtelfinale
Ausgetragen wurden die Begegnungen am 20. Februar 1965. Die Wiederholungsspiele fanden am 24. und 26. Februar 1965 statt.
|                     | Ergebnis |                      |
| ------------------- | -------- | -------------------- |
| Dundee United       | 0:2      | Glasgow Rangers      |
| FC East Fife        | 0:0      | FC Kilmarnock        |
| Hibernian Edinburgh | 5:1      | Partick Thistle      |
| Greenock Morton     | 3:3      | Heart of Midlothian  |
| FC Motherwell       | 1:0      | FC St. Johnstone     |
| FC Queen’s Park     | 0:1      | Celtic Glasgow       |
| Stirling Albion     | 1:1      | Airdrieonians FC     |
| Third Lanark        | 1:1      | Dunfermline Athletic |

### Wiederholungsspiele
|                      | Ergebnis  |                 |
| -------------------- | --------- | --------------- |
| Airdrieonians FC     | 0:2       | Stirling Albion |
| Dunfermline Athletic | 2:2 n. V. | Third Lanark    |
| Heart of Midlothian  | 2:0       | Greenock Morton |
| FC Kilmarnock        | 3:0       | FC East Fife    |

### 2. Wiederholungsspiel
|              | Ergebnis |                      |
| ------------ | -------- | -------------------- |
| Third Lanark | *2:4 *   | Dunfermline Athletic |

## Viertelfinale
Ausgetragen wurden die Begegnungen am 6. März 1965. 
|                      | Ergebnis |                     |
| -------------------- | -------- | ------------------- |
| Celtic Glasgow       | 3:2      | FC Kilmarnock       |
| Dunfermline Athletic | 2:0      | Stirling Albion     |
| Hibernian Edinburgh  | 2:1      | Glasgow Rangers     |
| FC Motherwell        | 1:0      | Heart of Midlothian |

## Halbfinale
Ausgetragen wurden die Begegnungen am 27. März 1965. Das Wiederholungsspiel fand am 31. März 1965 statt.
|                      | Ergebnis |                     |
| -------------------- | -------- | ------------------- |
| Celtic Glasgow       | *2:2 *   | FC Motherwell       |
| Dunfermline Athletic | **2:0 ** | Hibernian Edinburgh |

### Wiederholungsspiel
|               | Ergebnis |                |
| ------------- | -------- | -------------- |
| FC Motherwell | *0:3 *   | Celtic Glasgow |

## Finale
| Celtic Glasgow                                           | Celtic Glasgow | Dunfermline Athletic | Dunfermline Athletic |
| -------------------------------------------------------- | --- | --- | -------------------- |
| Celtic Glasgow                                           | \| Finale \| \| 24. April 1965 um 15 Uhr (BST) in Glasgow (Hampden Park) \| \| Ergebnis: 3:2 (1:2) \| \| Zuschauer: 108.800 \| \| Schiedsrichter: Hugh Phillips \| \| Spielbericht \|  | \| Finale \| \| 24. April 1965 um 15 Uhr (BST) in Glasgow (Hampden Park) \| \| Ergebnis: 3:2 (1:2) \| \| Zuschauer: 108.800 \| \| Schiedsrichter: Hugh Phillips \| \| Spielbericht \|                 | Dunfermline Athletic |
| Celtic Glasgow                                           | John Fallon – Ian Young, Tommy Gemmell, Billy McNeill – Bertie Auld, Bobby Murdoch, John Clark, Bobby Lennox – John Hughes, Stevie Chalmers, Charlie Gallagher Cheftrainer: Jock Stein | Jim Herriot – Willie Callaghan, John Lunn, Jimmy Thomson, Jim MacLean – Tommy Callaghan, Alex Edwards, Alex Smith, John McLaughlin, Jackie Sinclair – Harry Melrose Cheftrainer: Willie Cunningham () | Dunfermline Athletic |
| Celtic Glasgow                                           | 1:1 Bertie Auld (31.) 2:2 Bertie Auld (52.) 3:2 Billy McNeill (81.) | 0:1 Harry Melrose (15.) 1:2 John McLaughlin (43.) | Dunfermline Athletic |
| Finale                                                   | | |                      |
| 24. April 1965 um 15 Uhr (BST) in Glasgow (Hampden Park) | | |                      |
| Ergebnis: 3:2 (1:2)                                      | | |                      |
| Zuschauer: 108.800                                       | | |                      |
| Schiedsrichter: Hugh Phillips                            | | |                      |
| Spielbericht                                             | | |                      |